# Nizhnyaya Tunguska
Nizhnyaya Tunguska (tiếng Nga: Нижняя Тунгуска, Hạ Tunguska) — là một sông tại Siberia, Nga, chảy qua tỉnh Irkutsk và vùng Krasnoyarsk. Sông là chi lưu hữu ngạn của Enisei và hợp lưu tại Turukhansk. Các điểm định cư ven sông bao gồm Tura, Yukti và Simenga. Thời kỳ không bị đóng băng của Hạ Tunguska bắt đầu từ giữa tháng 6 và kết thúc vào nửa đầu tháng 10.

## Thủy văn
Sông là chi lưu hữu ngạn lớn thứ hai của Enisei, hợp lưu tại thị trấn Turukhansk. Theo đặc điểm của dòng chảy, kết cấu của thung lũng sông và bờ sông, người ta có thể chia Nizhnyaya Tunguska ra làm hai phần: phần đầu tiên bắt đầu từ đầu nguồn đến làng Preobrazhenskoye và phần thứ hai nằm xuôi dòng bên dưới ngôi làng này với địa hình giống như một hẻm núi.

### Dòng chảy thượng du
Phần đầu tiên của Hạ Tunguska có chiều dài 580 km và chảy qua một thung lũng rộng với độ dốc thoai thoải mà về cơ bản được tạo thành từ đất cát và đất sét. Phần thượng du của sông chảy quanh co và khá gần sông Lena, một sông lớn khác tại Siberi. Khoảng cách nhỏ nhất giữa chúng chỉ là 15 km tại vùng lân cận thị trấn Kirensk. Toàn bộ vùng thượng du của Hạ Tunguska nằm trong phạm vi của tỉnh Irkutsk.

### Hạ du
Phần sông xuôi dòng từ phía dưới Preobrazhenskoye của Hạ Tunguska chảy trong một thung lũng hẹp và sâu với các bờ cao và thường là đá. Toàn bộ phong cảnh tại đây là có nguồn gốc núi lửa với cao nguyên Putorana ở phía bắc sông, làm cho Hạ Tunguska chuyển hướng thẳng về phía tây. Dòng chảy của sông thường rộng như một hồ nước, lên tới 20 km hoặc hơn. Trên sông có nhiều ghềnh và đáng chú ý nhất trong số chúng là "Sakko", "Vivinskiy", "Uchamsky" và "Bolshoy" (tiếng Nga: Большой, Lớn). Các ghềnh trên sông có tốc độ nước chảy tương đối cao, đạt 3–5 m/s. Tại một số nơi ở phía xuôi dòng của các ghềnh, dòng chảy của sông có thất rất sâu và tối đa là 60–100 m. Tại nơi tốc độ chảy của sông thấp nhất, nó nhận nước từ Severnaya. Hạ Tunguska chảy giữa các vách đá vôi dốc và tốc độ chảy tại đây là 1-1,5 m/s.

### Chi lưu
Các chi lưu quan trọng nhất của Hạ Tunguska là: phía hữu — Eika, Kochechum, Yambuckan, Vivi, Tutonchana, Erachimo, Severnaya; phía tả - Nepa, Bolshaya Erema, Teteya, Ilimpeya, Nidym, Taymura, Uchami. Dòng nổi bật nhất trong số chúng là Kochechum, hợp lưu vào dòng chính từ phía bắc gần Tura. Dung tích trung bình của Kochechum là 600 m³/s, diện tích lưu vực của chi lưu này là 100,.000 km².
Xét về toàn thể, các chi lưu hữu ngạn của Hạ Tunguska chiêm ưu thế do có lưu lượng nước vượt trội so với các chi lưu phía tả. Tại bồn địa sông không có các hồ lớn, và trong số đó lớn nhất là Vivi với diện tích mặt nước là 229 km². Lượng nước của Hạ Tunguska phụ thuộc  theo mùa ở mức độ lớn.

## Thủy học
Lưu lượng trung bình của Hạ Tunguska đứng thứ 11 trong số các sông lớn nhất nước Nga. Lưu lượng trung bình tại cửa sông là 3.680 m³/s. Lưu lượng nhỏ nhất từng quan sát được là vào năm 1967 bằng 2.861 m³/s, và lớn nhất là 4.690 m³/s năm 1974 hay tương ứng tại cửa sông là ~3,093 m³/s và ~5,070 m³/s. Nguồn nước của sông xuất phát từ tuyết tan và các cơn mưa mùa hè. Vào mùa đông, Hạ Tunguska có ít nước do lưu vực sông nằm trong khu vực đất đóng băng vĩnh cửu và không có nguồn nước ngầm. Theo các quan sát về thủy học trong 52 năm, dung tích trung bình hàng tháng thấp nhất là 27,8 m³/s vào tháng 3 năm 1969 — một mùa đông khác thường — và lớn nhất là vào tháng 6 năm 1959 với 31.500 m³/s. Biểu đồ bên dưới bao gồm giá trị dung tích trung bình tháng dựa trên quan sát trong suốt 52 năm tại trạm thủy học "Bolshoy Porog".
73% tổng lưu lượng trung bình của sông là vào mùa xuân-hè. Độ lớn của mực nước tại hạ du Hạ Tunguska rất cao và là cao nhất trong số các dòng sông nổi tiếng tại Nga. Các khu vực hẹp của lòng sông bị các đập bằng băng chắn theo mùa và điều này ngăn cản dòng nước chảy khiến mực nước lên tới 30–35 m trên mức trung bình. Việc tan băng và băng trôi vào mùa hè diễn ra một cách mãnh liệt. Vào một vài này trong mùa xuân dòng nước có thể dâng đột ngột với 74.000-112.000 m³/s và chiếm tới 50-60% tổng dung tích tại hạ du của sông Enisei trong thời gian ngập lụt theo mùa.

## Kinh tế

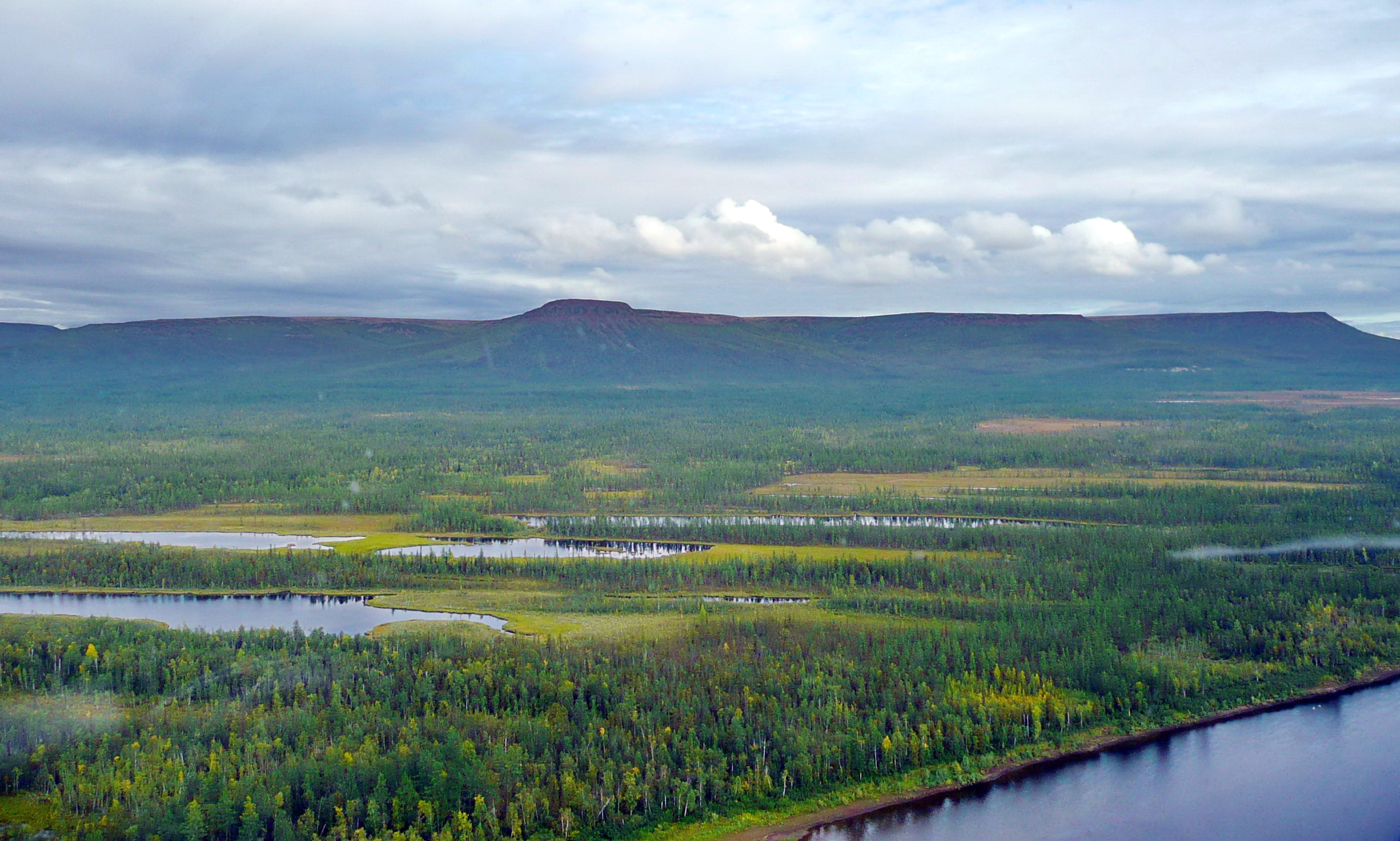
Phần hạ du của Nizhnyaya Tunguska và cao nguyên Putorana gần đường chân trời.

Lòng sông Hạ Tunguska cùng các chi lưu của nó tạo thành một mạng lưới sông suối dày đặc và tạo nên các tuyến đường thuận lợi trong mùa hè để qua các thung lũng rộng tại Đông Siberi. Về mặt lịch sử, sông là một tuyến đường dùng cho mậu dịch da lông thú, đánh cá, vận chuyển hàng hóa và tài nguyên khoáng sản. Săn bắn và mậu dịch da lông thú vẫn đóng một vai trò quan trọng trong kinh tế địa phương.
Việc thông hành trên sông gặp phải khó khăn với các vết nứt, ghềnh và xoáy nước. Các tàu lớn và sà lan có thể đi lại vào mùa xuân và những lúc trời mưa vào cuối hè và đầu thu. Khó khăn lớn nhất đối với hoạt động thông hành của tàu thuyền là thác "Bolshoy", nằm từ 128–130 km tính từ cửa sông. Năm 1927chiêcs tàu hơi nước đầu tiên đã vượt qua ghềnh này và được coi là đã khởi đầu việc đi lại trên sông vào thời hiện đại từ Turukhansk đến Tura. Năm 2010 tuyến đường thủy sông Enisei (tiếng Nga: Енисейское речное пароходство) bao gồm làng Kislokan cách 1.155 km từ cửa sông. Có thể thấy các bè gỗ suốt dọc chiều dài của sông.
Từng có các đề xuất và nghiên cứu vào năm 1911 để xây một tuyến kênh đào nối sông Lena và Hạ Tunguska tại ngoại vi thị trấn Kirensk. Tại nơi này hai con sông cách nhau không quá 15 km, song tại vị trí này Hạ Tunguska đã không còn có thể thông hành và có cao độ 329,7 mét so với mực nước biển, trong khi sông Lena tại địa điểm tương ứng có cao độ 245,3 mét trên mực nước biển.